# Olympus Mons
Olympus Mons (latină pentru „Muntele Olimp”) este cel mai mare vulcan și munte cunoscut din Sistemul solar. 

## Descriere
Este situat pe planeta Marte la aproximativ 18°N 133°V / 18°N 133°V. Este de trei ori mai înalt decât Munții Himalaya cu vârful Everest. Încă din secolul al 19-lea - cu mult înainte ca sondele spațiale să confirme că este un munte - Olympus Mons a fost considerat de astronomi un efect de albedo pe care l-au numit Nix Olympica ("Zăpezile Olimpului"), deși a fost suspectat a fi un munte. Vulcanul are o înălțime de aproape 22 km și acoperă o suprafața de aproape 300.000 km². Alba Mons, la nord-est de Olympus Mons, este de aproximativ 19 ori mai mare ca suprafață, dar are doar o treime din înălțimea lui Olympus. Pele, cel mai mare vulcan cunoscut de pe Io, este, de asemenea, mult mai mare, de aproximativ 4 ori suprafața, dar este considerabil mai plat.
Două cratere de impact de pe Olympus Mons au primit nume provizorii din partea UAI. Acestea sunt craterul Karzok (18°25′N 228°05′E) cu diametrul de 15,6 kilometri și craterul Pangboche (17°10′N 226°25′E) cu diametrul de 10,4 kilometri.

## Galerie de imagini

Compararea orizontală a Olympus Mons cu Franța
Comparație verticală a Olympus Mons cu masivele Everest (de la nivelul mării până la vârf) și Mauna Kea de pe Pământ (de la nivelul mării până la vârf, nu de la bază la vârf)
Comparație a Olympus Mons cu masivele Everest și Mauna Kea de pe Hawaii (măsurate de la bază).